# Cimetière boisé de Stockholm
Pour les articles homonymes, voir Cimetière boisé.
Le cimetière boisé de Stockholm (Skogskyrkogården i Stockholm) est un cimetière boisé situé dans le quartier Gamla Enskede à Stockholm en Suède.

## Historique
Il a été construit à la suite d'un concours d'architecture qui a eu lieu en 1915, et qui visait à établir les plans d'un nouveau cimetière au sud de Stockholm. Les vainqueurs du concours furent Gunnar Asplund et Sigurd Lewerentz, deux jeunes représentants du mouvement fonctionnaliste. Les travaux ont débuté en 1917 et se sont terminés en 1920. Les architectes se sont inspirés du paysage existant pour créer une ambiance particulièrement agréable et fascinante qui a ensuite inspiré nombre de cimetières de par le monde.
Le Skogskyrkogården a été en décembre 1994 inscrit à la liste du patrimoine mondial par l'UNESCO, et est un lieu très visité de Stockholm. Cependant, relativement peu de personnalités y reposent par rapport au cimetière du Nord de Stockholm.

## Sépultures de personnalités célèbres
- Gunnar Asplund (1885-1940), architecte ;
- Tim Bergling, alias Avicii (1989-2018), DJ, producteur.
- Birgit Cullberg (1908-1999), chorégraphe ;
- Greta Garbo (1905-1990), actrice ;
- Otto Grimlund (1893-1969), journaliste et communiste ;
- Lars Gullin (1928-1976), musicien de jazz et chef d'orchestre ;
- Ivar Lo-Johansson (1901-1990), écrivain ;
- Jan Johansson (1931-1968), pianiste de jazz et compositeur ;
- Per-Eric Lindbergh (1959-1985), joueur de hockey sur glace ;
- Oscar A.C. Lund (1885-1963), acteur et réalisateur de films muets ;
- Per Yngve Ohlin (1969-1991), alias Dead, ancien chanteur du groupe de black metal Mayhem ;
- Lennart Skoglund (1929-1975), gloire du football ;
- Katarina Taïkon (1932-1995), femme de lettres rom ;
- Gunnar Wiklund (1935–1998), chanteur.

## Galerie

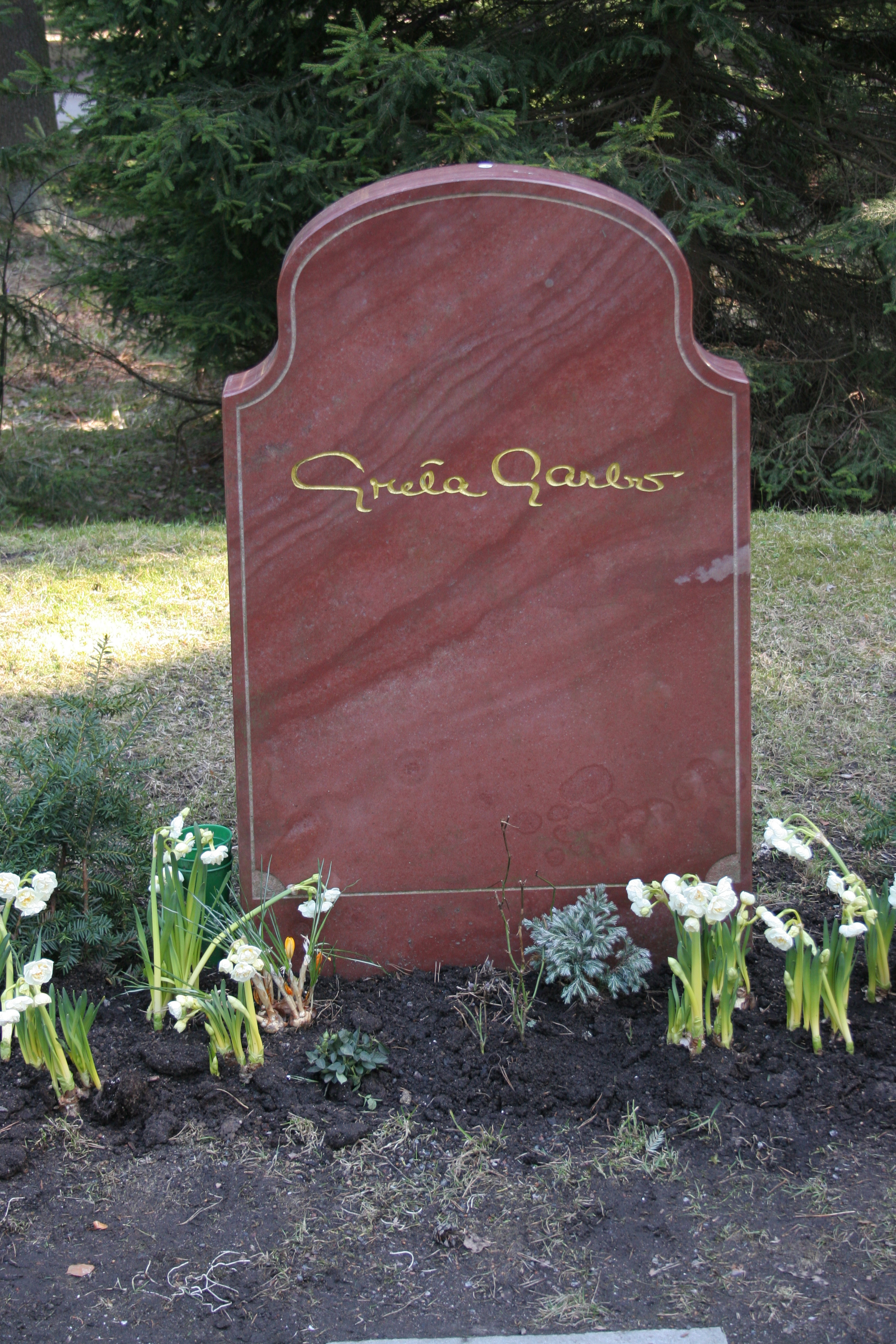
La tombe de Greta Garbo.
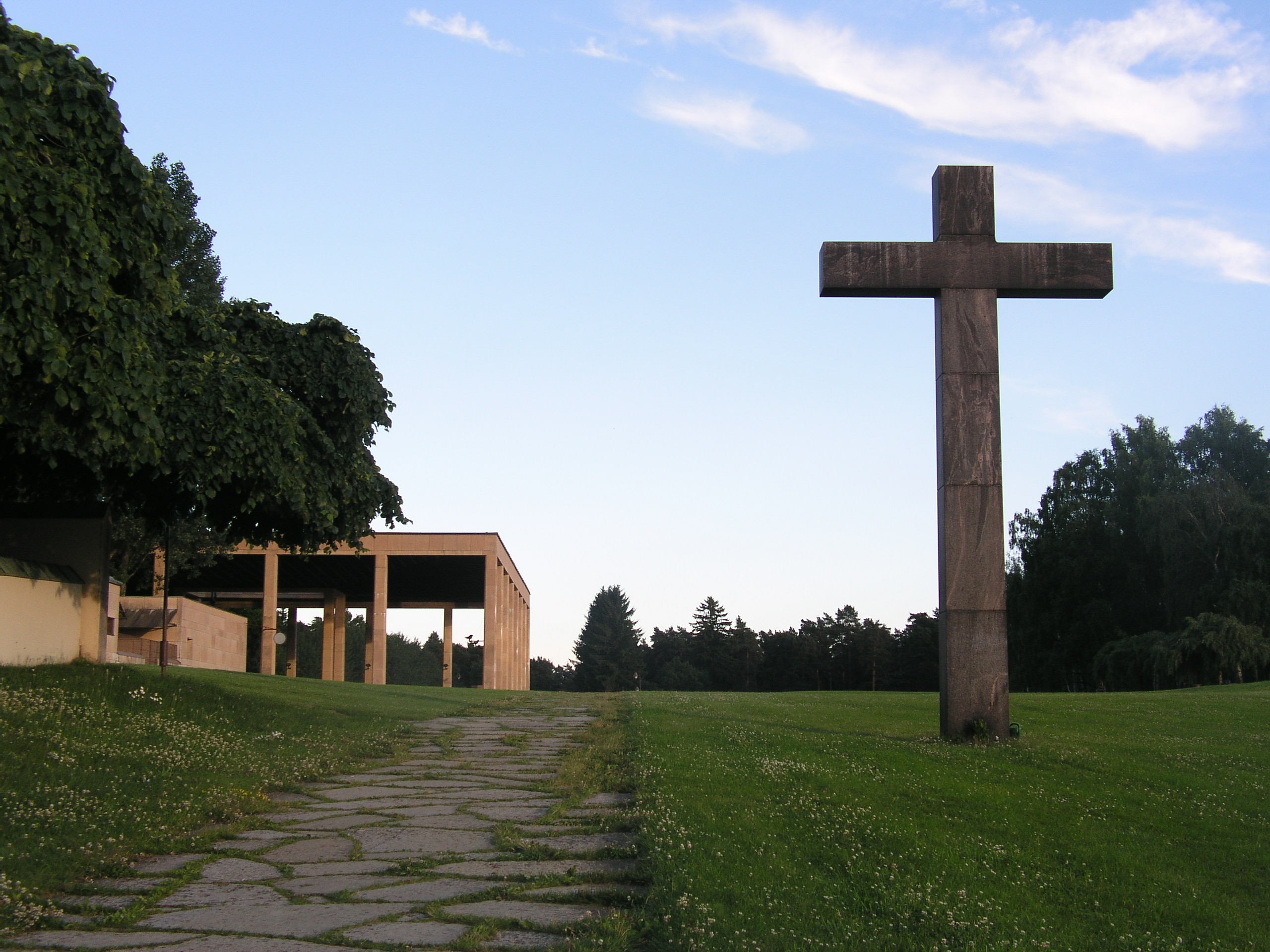
Croix
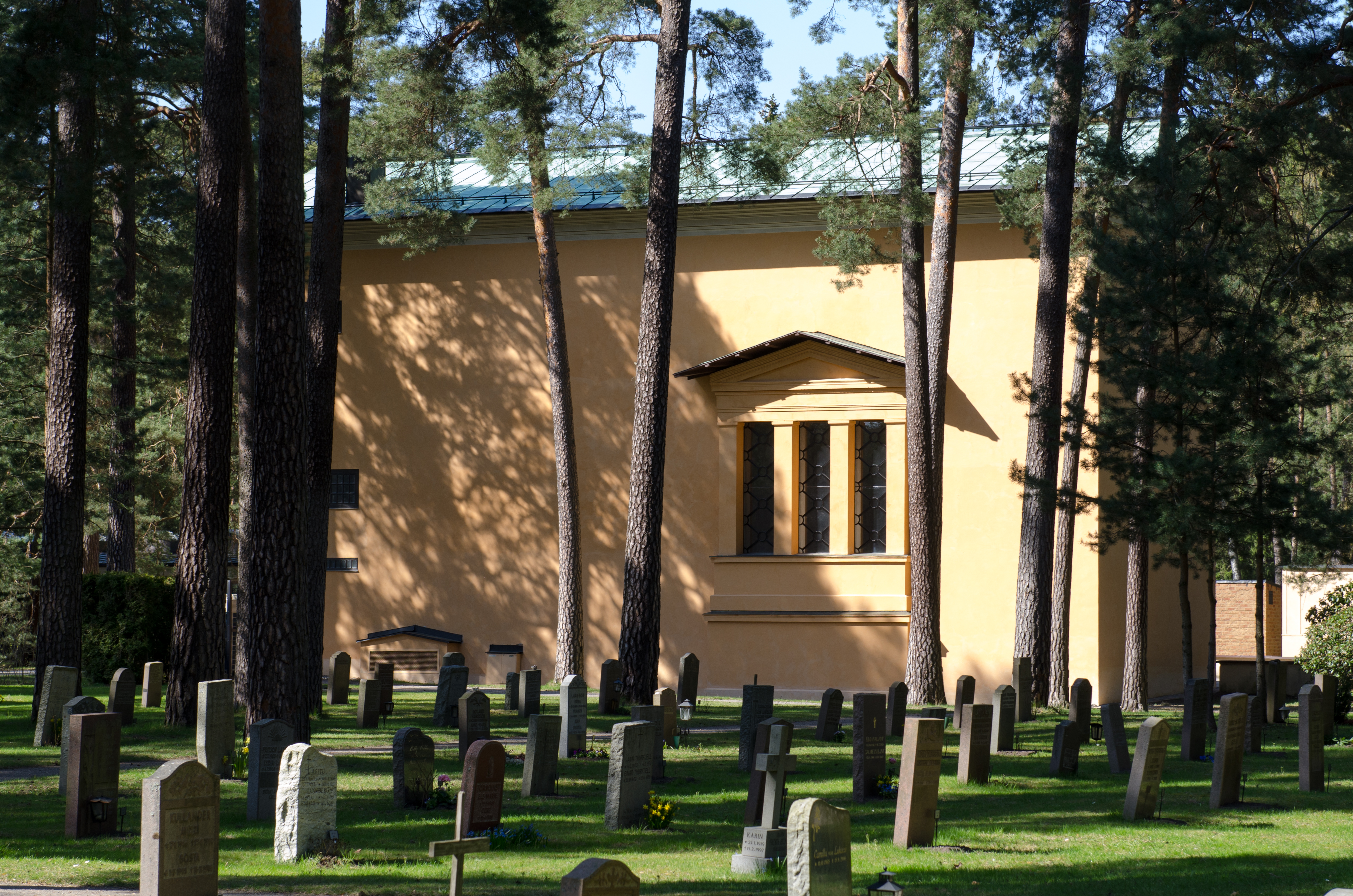
La chapelle luthérienne de la Résurrection
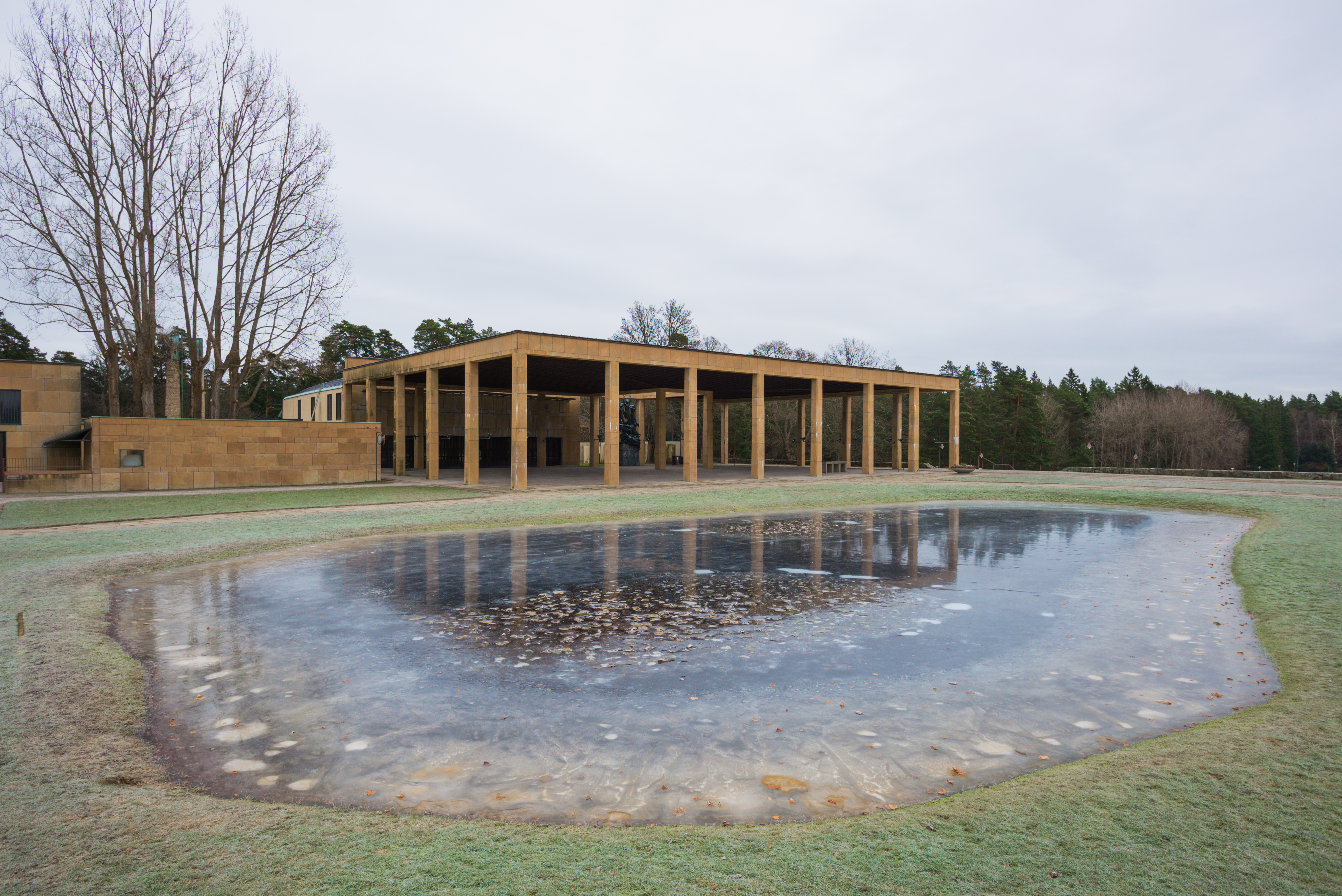
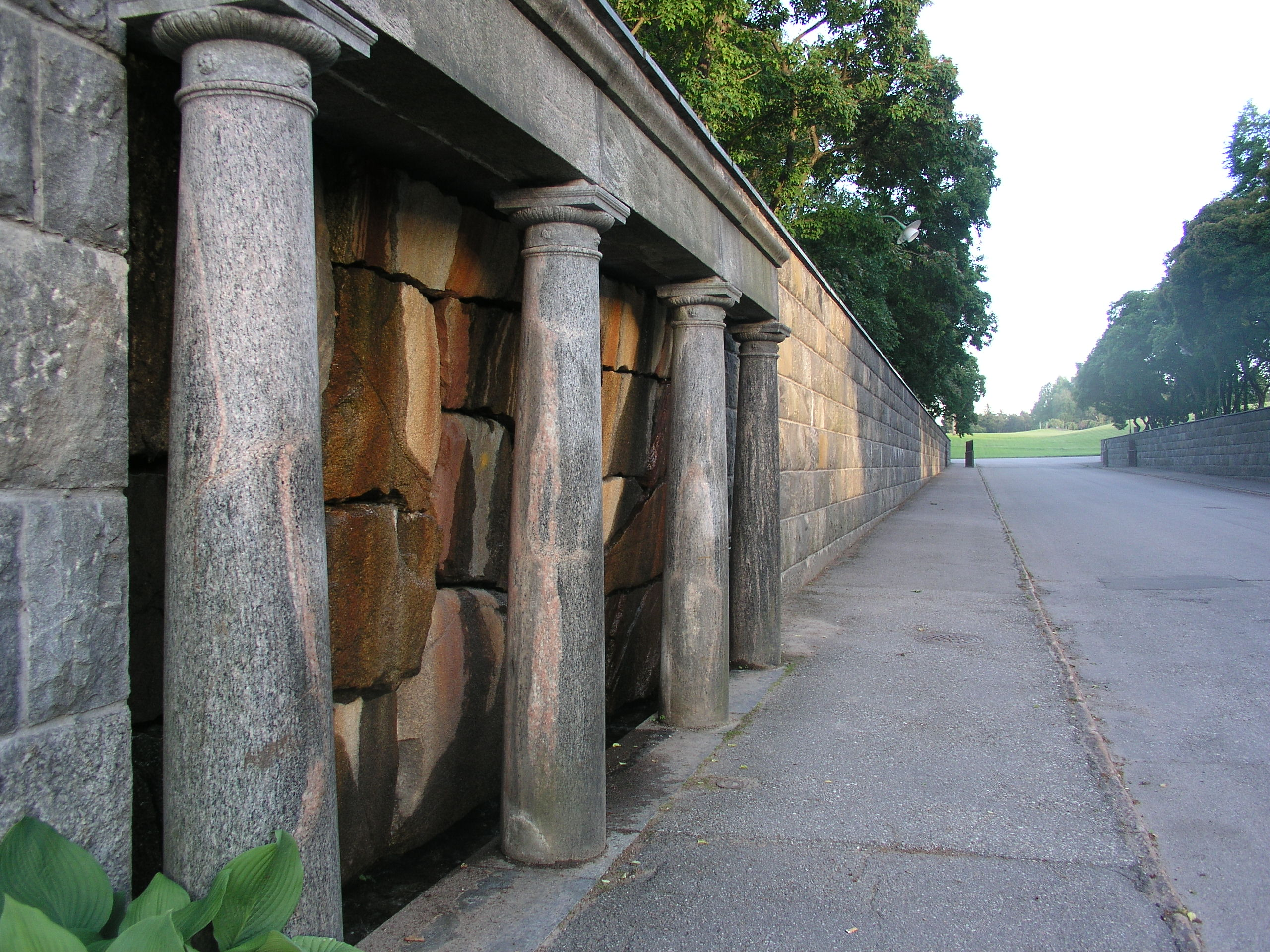
Le nymphée
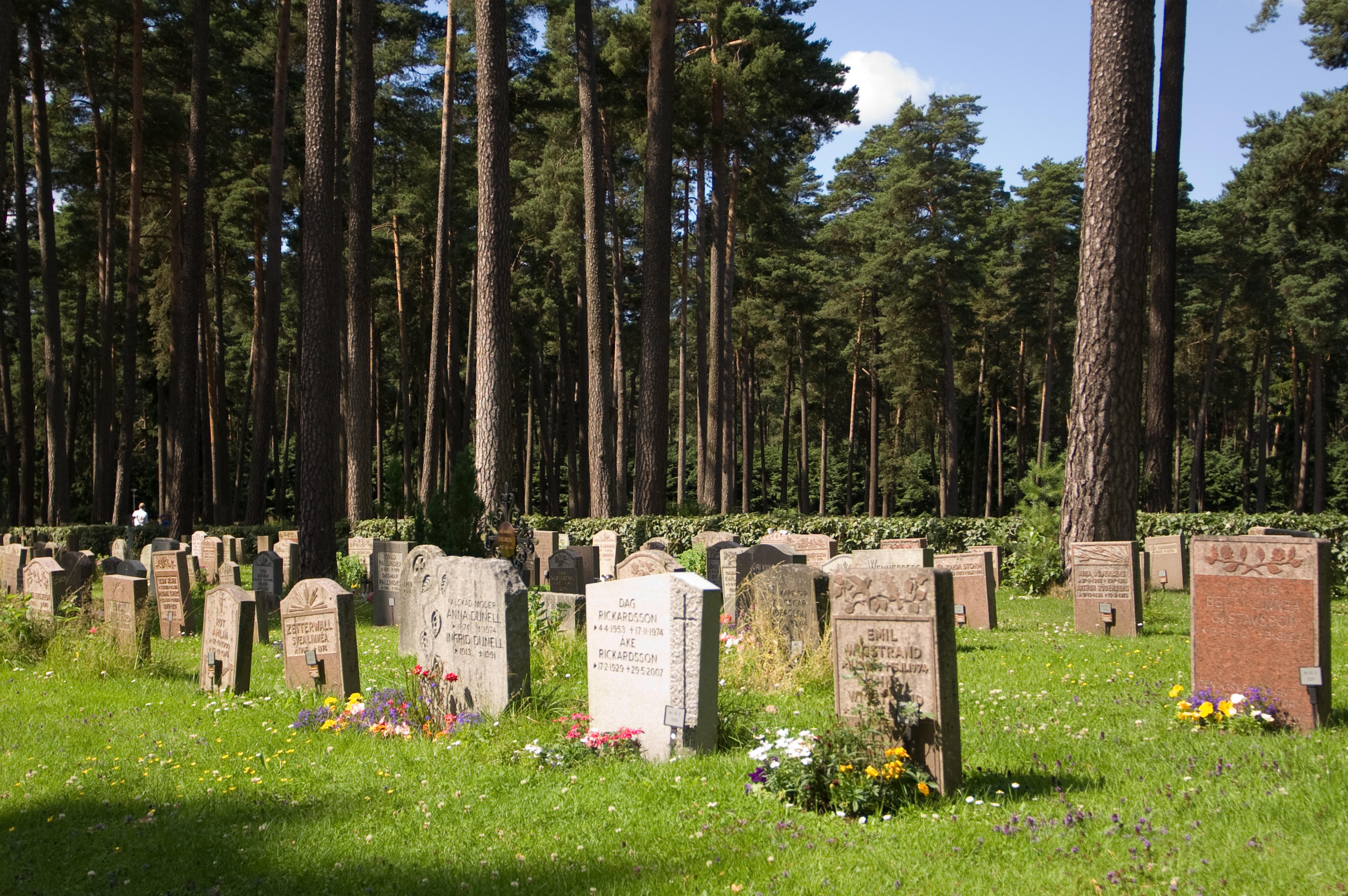
Vue du cimetière